# Pseudopseustis beduina
Pseudopseustis beduina är en fjärilsart som beskrevs av Edward P. Wiltshire 1948. Pseudopseustis beduina ingår i släktet Pseudopseustis och familjen nattflyn. Inga underarter finns listade.